# Ioulia Petrova
Pour les articles homonymes, voir Petrova.
Ioulia Sergueïevna Petrova (en russe : Юлия Сергеевна Петрова, née le 24 mai 1979 à Tcheliabinsk, est une joueuse de water-polo russe.
Joueuse du SK Uralochka et de l'équipe de Russie de water-polo féminin, elle est médaillée de bronze aux Jeux olympiques d'été de 2000 à Sydney.